# Ель-Тукуче
Ель-Тукуче (ісп. El Tucuche, англ. El Tucuche) — гора в Центральній Америці (Північна Америка), висотою — 936 метрів. Розташована у північно-західній частині острова Тринідад, у графстві Тунапуна — Піарко. Друга за висотою вершина Тринідад і Тобаго.

## Географія
Гора розташована в північно-західній частині Північного хребта, у графстві Тунапуна — Піарко, на кордоні з графством Сан-Жуан — Лавентіль, за 10 км на північ — північний-захід від міста Тунапуна та за 18 км на захід від найвищої вершини Тринідад і Тобаго — гори Ель-Сьєрро-дель-Аріпо (940 м).
Абсолютна висота гори 936 метрів над рівнем моря. Відносна висота — 526 м. Топографічна ізоляція вершини відносно найближчої вищої гори Ель-Сьєрро-дель-Аріпо (940 м), становить 18,2 км.

### Фауна та флора

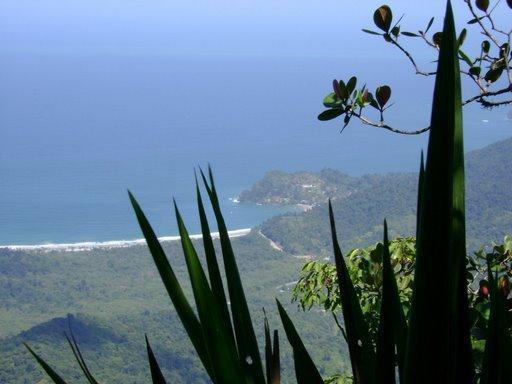
Вид з гори Ель-Тукуче на затоку Маракас

Вершина є батьківщиною ендемічного виду деревних жаб (Phytotriades) на острові Тринідад, що перебувають на межі зникнення, і  зустрічаються тільки на декількох його вершинах на висоті близько 800 метрів. Також тут мешкають квакші (Flectonotus fitzgeraldi) та дощові жаби (Pristimantis urichi), які можна знайти нижче вершини. На схилах гори зустрічається мавпа ревун, поширені різні види колібрі (Amazilia brevirostris, Amazilia tobaci, Anthracothorax nigricollis, Campylopterus ensipennis, Lophornis ornatus oder або Rotschwanz-Eremit).
До висоті близько 800 метрів на горі поширені рівнинні тропічні ліси — хмарні ліси (дощовий ліс). Біля підніжжя поширені близько 40 видів рослин, серед яких домінують: Licania ternatensis (lokal Boisgris genannt), Sterculia caribaea (Mahoe) та Byrsonima spicata (Serrette). У гірському хмарному лісі поширені тільки близько 15-ти видів, серед яких домінують: Roupala montana (Bois Bandé) та Eschweilera trinitensis (Mountain Guatecare). Зростають на схилах Ель-Тукуче Psammisia urichiana та рослини родини вересових з воронкоподібними, червоними пелюстками і білим мереживом.

### Клімат
Клімат субтропічний. Через постійний туман і хмарність, температура в нічний час може значно знижуватися у порівнянні з низинами і родючими рівнинами. Середня температура 23 °С. Жаркий місяць квітень — до 24 °C, а найхолодніший — червень, до 22 °С. Опадів в середньому 1978 мм на рік. Дощовий місяць листопад, з 298 мм опадів, а сухий — лютий, з 54 мм опадів.